# المريخي (رواية)
المريخي (بالإنجليزية: The Martian)‏، أول رواية كتبها الأمريكي آندي وير (بالإنجليزية: Andy Weir)‏، نشرها بنفسه في 2011، بعد أن ابتاعت Crown Publishing حقوق النشر أصدرتها من جديد في 2014.
القصة تروي حياة Mark Watney رائد فضاء أمريكي يكافح للبقاء حيا بعد أن تُرك وحيدا بالخطأ على المريخ.
الفيلم المستوحى من الرواية تم إصداره في أكتوبر 2015 من إخراج ريدلي سكوت، بطولة مات ديمون وجيسيكا شاستاين، وقد حقق نجاحا باهراً.

## القصة
بعد 6 أيام من هبوط Ares 3 (بعثة مأهولة من ست أفراد لاستكشاف المريخ) هبت عاصفة رملية قوية كفاية لتهديد سلامة الرحلة بحيث بات إجلاء موقع الهبوط مشيا على الأقدام خيارا لابد منه، إقتلع الريح طبق الاتصالات وارتطم بالهوائي فإخترقت شظايا الحطام حاسوب المراقبة الحيوية الخاص ببزة Watney الفضائية فأرسل قراءات مغلوطة للضغط، معدلات الهواء ورسم القلب فظن زملائه في الطاقم أنه مات. الإصابة لم تكن مميتة ومع غياب أي وسيلة للإتصال بالأرض، على Watney أن يستغل خلفيته الأكاديمية العريضة في علم النبات ومهارته كمهندس ميكانيكي للنجاة والبقاء حيا حتى ميعاد البعثة الرابعة Ares 4.
بدأت ناسا في العمل على إنقاذه حين صورت أقمار صناعية أدلة على نشاطه في موقع الهبوط، أخفت الوكالة الخبر عن الطاقم حتى لا تربك عودتهم للأرض وهم على متن مركبة Hermes الفضائية.
قام Watney بتعديل إحدى مركبات Ares 3 استعدادا لقطع 3200 كلم بتزويدها بخلايا شمسية وبطارية احتياطية للوصول لموقع هبوط البعثة التالية. كما أنه قام باختبار قيادة طويلة لاستعادة مستكشف مسار الهبوط الآلي والعودة به للمنشأة التي يحتمي فيها ليحظى بإتصالا مع الأرض.
مدير بعثة Ares 3 أقنع Teddy Sanders مدير NASA بالسماح له بإخبار الطاقم بنجاة Watney، غمرت السعادة الطاقم ما عدى القبطانة Melissa Lewis لشعورها بالذنب أنها تركت فردا من الفريق خلفها.
مع اقتراب حصاد البطاطا الثاني (NASA زودت الرحلة بخضروات طازجة لتعزيز الروابط الاجتماعية بين أفراد الفريق حين يقومون بطهو الوجبات معا، والبطاطا كانت الخيار الأفضل المتاح ليوفر Watney حاجاته الغذائية مادامت غزيرة الإنتاج وغنية بالحريرات في الوقت ذاته) حدث تسرب في إحدى غرف موازنة الضغط وتمكن من صيانة الأضرار لاحقا باستثناء محصول البطاطا الذي اُتلف وبالتالي داهمه خطر التضور جوعا حتى الموت من جديد.
أعدت NASA مسبار آلي على وجه السرعة لتزويد Watney بالإمدادات إلا أنه إنفصل عن الصاروخ في الإقلاع وبالإتفاق مع وكالة الفضاء الصينية التي وفرت معزز صاروخ جاهز للمحاولة من جديد لم يكن لديهم وقت لبناء مسبار مع نظام برمجي للهبوط وبالتالي هناك احتمال لا بأس به أن لا تنجو الحمولة بعد الصدمة على سطح المريخ.
في تلك الأثناء إكتشف Rich Purnell خبير في ديناميكا الفلك مسار بوسعه أن يقود الطاقم إلى Watney وهذا يعني موارد إضافية (وقود، مؤونة) لأن الرحلة ستغدو أطول، Sanders رفض مناورة Rich Purnell لأنها تعرض البعثة لخطر كبير إلا أن Mitch راسلهم سرا وأطلعهم على المناورة ووافقو عليها جميعا وحالما بدأوها أنهت NASA التحضيرات لتزويدهم بالموارد الكافية عبر نفس الصاروخ الصيني الذي كان سيبرمج لتزويد Watney بالمؤونة.
خطة الإنقاذ الجديدة تستدعي أن يقود Watney تلك العربة الفضائية التي قام بتعديلها إلى موقع هبوط البعثة القادمة Ares 4 أين ستقلع المركبة التي تعود بالطاقم لمدار المريخ بعد نزولهم عليه وهي مركبة فريدة تقنيا تُرسل قبل وصول البعثة لأنها تستغرق عامين في صنع وقودها الخاص عبر تفاعل بطيء للهيدروجين مع باقة من العناصر الكيميائية التي يتوفر عليها جو المريخ، فقد Watney الإتصال مع الأرض بينما كان يستعد للمغادرة، NASA رصدت عاصفة رملية تعترض مساره وما بيدها حيلة بهذا الشأن مادامت الاتصالات مقطوعة ومن المحتمل أن يعلق فيها لأنها تحول دون شحن بطارية المركبة التي تستمد الطاقة من الخلايا الشمسية، لحسن الحظ أنه تمكن من الالتفاف حولها بعد قيامه بقياسات معقدة لسرعتها وإتجاه حركتها.
تمكن من الوصول للمركبة التي برمجت لإعادة بعثة Ares 4 لمدار المريخ واستعاد منها الإتصال مع NASA وتلقى التعليمات الكافية لتخفيف وزنها بإحداث ثقب واسع في المقدمة وسده بنسيج قماشي خاص تسبب فيما بعد في إبطاء سرعة الإقلاع والانحراف بعيدا عن المسار المدروس للالتحام بمركبة Hermes.

في النهاية طورت Lewis خطة كللت بالنجاح وتم إنقاذ Watney.

## تاريخ النشر

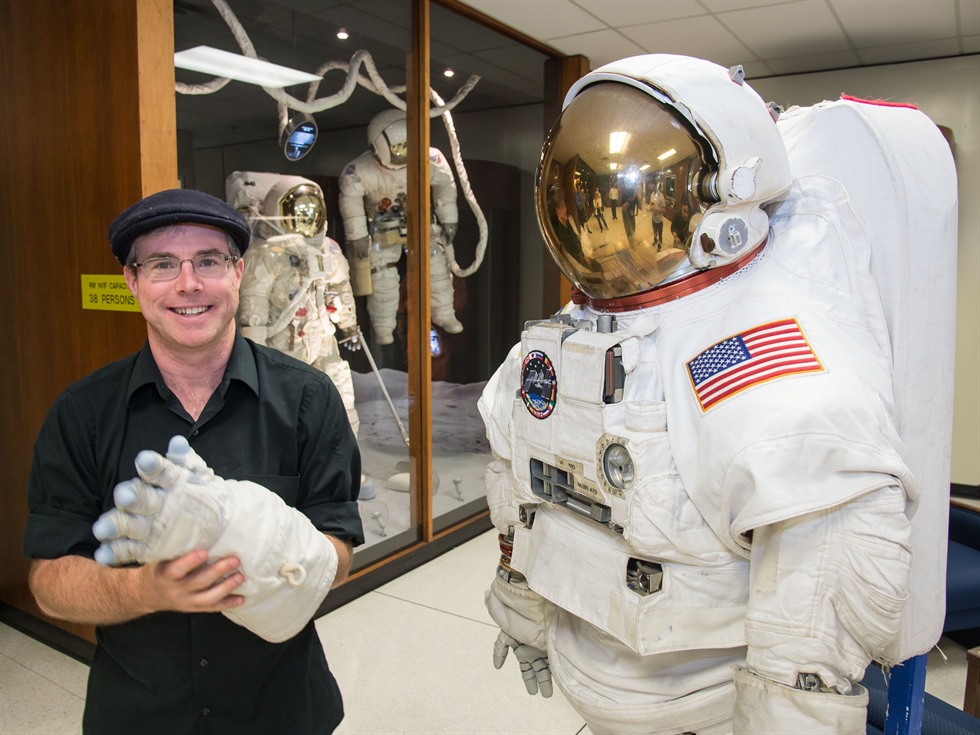
المؤلف Andy Weir في مركز لندون بي جونسون للفضاء

المؤلف ذا خلفية في علم الحاسوب وأبيه عالم في فيزياء الجسيمات، بدأ في كتابة الرواية عام 2009 وإنهمك في جمع الموارد المعرفية ذات الصلة بالقصة حتى تبدو واقعية ما أمكن، موظفا فيها تقنيات موجودة في أيامنا هذه رغم أن الرواية تدور في المستقبل القريب.
درس أندي وير الفلك، ميكانيكا المدار وتاريخ المركبات الفضائية المأهولة لإعداد الرواية.
رفضت دور النشر التعاقد مع اندي وير في إصدار الرواية فقرر طرح الكتاب على الإنترنت بصيغ تسلسلية، فصلا واحدا كل مرة مجانا على موقعه الإلكتروني. وتحت طلب معجبيه وفر نسخة للوحي أمازون كيندل مقابل 99 سنتًا (أدنى قيمة يمكن تسعير المنتجات بها).
نسخة Kindel تربعت على عرش أكثر العناوين مبيعا في قائمة الخيال العلمي، 35.000 نسخة بيعت في 3 أشهر، أكثر مما حُمل سابقا مجانا.
هذا النجاح لفت انتباه دور النشر مثل Podium Publishing التي وقّعت على حقوق النسخة الصوتية للرواية في جانفي 2011، بينما كانت النسخة الورقية من نصيب Crown Publiching في مارس 2013 مقابل أكثر من مئة ألف دولار.

## إصدارات
الطبعة الورقية من المريخي أُصدرت في 11 فيفري 2014 والنسخة المسموعة بصوت RC Bray في مارس 2013، أُتيحت على موقع Audible.com وفيما بعد بشراكة مع Brilliance Audio باتت متاحة على قرص MP3.

## الاستجابة
«ربط Weir التفاصيل التقنية بحس ساخر أمتع العامة ومهاويس الخيال العلمي على حد سواء» Publishers Weekly.
«أفضل روايات الخيال العلمي النقية منذ سنوات» The Wall Street Journal.

## جوائز
فازت الترجمة اليابانية في 2015بجائزة Seiun Award لأفضل ترجمة طويلة لرواية.
رُشحت النسخة الصوتية في 2014وفازت بجائزة Audie Award في تصنيف الخيال العلمي.

## روابط خارجية
- "Andy Weir - the Martian" author's page presentation of the book (with 1st chapter online).
- "How Science Made Me a Writer", by Andy Weir, Salon (February 11, 2014).
- "How to Get Stranded on Mars", book excerpt hosted at Science Friday
- A map of Mark Watney's travels in The Martian, fan site
- Andy Weir في مقابلة مع برنامج ترايانغيوليشن على شبكة تويت دت تي في

لم يتم العثور على روابط لمواقع التواصل الاجتماعي.